# Атанасио Хирардот (стадион)
Стадион Атана́сио Хирардо́т (исп. Estadio Atanasio Girardot) — футбольный стадион, расположенный в городе Медельин. На стадионе проходят домашние матчи клубов «Атлетико Насьональ» и Индепендьенте Медельин. До открытия в 2008 году арены Депортиво Кали был третьим по вместимости стадионом Колумбии. На «Атанасио Хирардот» иногда проводит домашние матчи сборная Колумбии, а также проходят музыкальные концерты и другие культурные мероприятия.

## История
С 1930-х годов медельинская агломерация начала бурно расти. В городе с 1942 года стали выступать сразу две команды, присоединившиеся в конце 1940-х годов к сильнейшей профессиональной футбольной лиге мира. Однако спортивная инфраструктура не удовлетворяла высоким требованиям Лиги и в 1946 году началось строительство крупного стадиона, на котором могли бы выступать как «Индепендьенте», так и «Атлетико Насьональ». Инженер Гильермо Гонсалес Сулета, который приложил руку к подавляющему большинству важнейших стадионов Колумбии, функционирующих по сей день, возглавил строительство и 19 марта 1953 года состоялось торжественное открытие новой арены. Ей было дано имя Атанасио Хирардота (1791—1813), уроженца Медельина, национального героя Колумбии и Венесуэлы.
5 июля 1986 года на «Атанасио Хирардоте» провёл службу папа римский Иоанн Павел II. Свой домашний финальный матч Кубка Либертадорес 1989 года «Атлетико Насьональ» был вынужден проводить на стадионе Эль Кампин, поскольку «Атанасио Хирардот» не соответствовал регламенту КОНМЕБОЛ по вместимости футбольных стадионов для финалов крупнейших соревнований. В 1995 году, когда «атлеты» вновь дошли до финала, свою домашнюю игру они проводили уже на родном стадионе. Также «Атлетико Насьональ» был победителем Кубка Мерконорте дважды, в 1998 и 2000 годах, и оба раза одну из финальных игр (финал проводился в двухматчевом противостоянии) проводил на «Атанасио Хирардоте». Наконец, в 2002 году «Атлетико Насьональ» стал финалистом Южноамериканского кубка, где уступил аргентинскому «Сан-Лоренсо де Альмагро».
Среди других крупных спортивных событий, которые прошли на Атанасио Хирардоте, выделяются Кубок Америки 2001 года (на арене прошли все матчи группы C), Южноамериканские игры 2010 года, а также молодёжный чемпионат мира по футболу 2011 года. К последнему событию была произведена самая масштабная реконструкция в истории стадиона.
Помимо «Атлетико Насьоналя» и «Индепендьенте», иногда «Атанасио Хирардот» использует в качестве домашней арены клуб «Энвигадо».
В отборочном турнире к чемпионату мира 2010 года сборная Колумбии трижды играла на «Атанасио»: против сборных Перу (1:0), Эквадора (2:0) и Чили (2:4).
На стадионе состоялось множество концертов с участием звёзд мировой эстрады. Среди тех, кто давал концерты на «Атанасио Хирардоте», выделяются Мадонна (2012), Maná (1998, 2003, 2012), RBD (2005), Марк Энтони (2010).

## Инфраструктура
Стадион расположен в жилых кварталах Медельина на высоте 1490 метров над уровнем моря. К северу от «Атанасио Хирардота» расположена станция метро «Стадион» (Estadio).
Футбольный стадион является главной частью огромного спортивного комплекса Unidad Deportiva Atanasio Girardot. К нему относятся бейсбольное поле имени Луиса Альберто Вильегаса, велодром имени Мартина Эмилио Кочисе Родригеса, легкоатлетический стадион имени Альфонсо Гальвиса Дуке, «Шахматный парк», объекты для занятия дайвингом и другие спортивные объекты.
Поскольку перед молодёжным чемпионатом мира 2011 года стадион прошёл лицензирование ФИФА, «Атанасио» соответствует всем нормам качества и безопасности, предъявляемым главной футбольной организацией.

## Турниры
Финальные матчи международных клубных турниров:
- Межамериканский кубок 1990
- Кубок Либертадорес 1995
- Кубок Мерконорте 1998
- Кубок Мерконорте 2000
- Южноамериканский кубок 2002

Другие турниры:
- Кубок Америки 2001 — все 6 матчей группы C
- IX Южноамериканские игры 2010
- Чемпионат мира среди молодёжных команд 2011 — 5 матчей группы F, 1 игра 1/8 финала, полуфинал